# SN 2006bp
SN 2006bp è stata una supernova esplosa a 240 milioni di anni luce nella galassia NGC 3953.